# 萨拉 (德国)
萨拉（德語：Saara）是德国图林根州的市镇，隶属于格赖茨县。总面积为8.55平方千米，截至2023年12月31日总人口为585人。